# هالفيكس (فيرجينيا)
هالفيكس (بالإنجليزية: Halifax, Virginia)‏ هي بلدة أمريكية تقع في الولايات المتحدة في مقاطعة هاليفاكس (فيرجينيا). يقدر عدد سكانها بـ 1,389 نسمة ومساحتها 9.9 كم2 وترتفع عن سطح البحر 151 متر.

## التركيبة السكانية
حدّد مكتب تعداد الولايات المتحدة بيانات التركيبة السكانية لهالفيكس في تعداد الولايات المتحدة. في ما يلي، التركيبة السكانية حسب تعدادي 2000 و2010.

### تعداد عام 2000
بلغ عدد سكان هالفيكس 1,389 نسمة بحسب تعداد عام 2000، وبلغ عدد الأسر 523 أسرة وعدد العائلات 349 عائلة مقيمة في البلدة. في حين سجلت الكثافة السكانية 140 نسمة لكل كيلومتر مربع (362.6/ميل2). وبلغ عدد الوحدات السكنية 583 وحدة بمتوسط كثافة قدره 58.8 لكل كيلومتر مربع (152.3/ميل2).
وتوزع التركيب العرقي للبلدة بنسبة 62.71% من البيض و36.14% من الأمريكيين الأفارقة و0.07% من الأمريكيين الأصليين و0.14% من الأمريكيين ذوي الأصول الآسيوية و0.29% من الأعراق الأخرى و0.65% من عرقين مختلطين أو أكثر و0.94% من الهسبانيون أو اللاتينيون من أي عرق.
بلغ عدد الأسر 523 أسرة كانت نسبة 27.5% منها لديها أطفال تحت سن الثامنة عشر تعيش معهم، وبلغت نسبة الأزواج القاطنين مع بعضهم البعض 51.1% من أصل المجموع الكلي للأسر، ونسبة 14% من الأسر كان لديها معيلات من الإناث دون وجود شريك،  بينما كانت نسبة 1.7% من الأسر لديها معيلون من الذكور دون وجود شريكة وكانت نسبة 33.3% من غير العائلات. تألفت نسبة 31.2% من أصل جميع الأسر من عدة أفراد يعيشون في نفس المنزل ونسبة 13% كانت تتألف من شخص يعيش بمفرده يبلغ من العمر 65 عاماً أو أكثر. وبلغ متوسط حجم الأسرة المعيشية 2.29، أما متوسط حجم العائلات فبلغ 2.83.
بلغ العمر الوسطي للسكان 42.3 عاماً. وكانت نسبة 18.6% من القاطنين تحت سن الثامنة عشر، وكانت نسبة 5.5% بين الثامنة عشر والرابعة والعشرين عاماً، ونسبة 21.3% كانت واقعةً في الفئة العمرية ما بين الخامسة والعشرين والرابعة والأربعين عاماً، ونسبة 23.9% كانت ما بين الخامسة والأربعين والرابعة والستين، ونسبة 16.9% كانت ضمن فئة الخامسة والستين عاماً فما فوق. يوجد لكل 100 أنثى 81.4 ذكر، ويوجد لكل 100 أنثى في الثامنة عشر من عمرها فما فوق 78.0 ذكر.
بلغ متوسط دخل الأسرة في البلدة 34,871 دولارًا، أما متوسط دخل العائلة فبلغ 46,250 دولارًا. وكان متوسط دخل الذكور 26,538 دولارًا مقابل 21,167 دولارًا للإناث. وسجل دخل الفرد الخاص بالبلدة 18,571 دولارًا. وكانت نسبة 10.4% من العائلات ونسبة 8.4% من السكان تحت خط الفقر، وكان من هؤلاء نسبة 4.2% تحت سن الثامنة عشر ونسبة 9.8% في الخامسة والستين من العمر وما فوق.

### تعداد عام 2010
بلغ عدد سكان هالفيكس 1,309 نسمة بحسب تعداد عام 2010، وبلغ عدد الأسر 524 أسرة وعدد العائلات 331 عائلة مقيمة في البلدة. في حين سجلت الكثافة السكانية 132 نسمة لكل كيلومتر مربع (341.9/ميل2). وبلغ عدد الوحدات السكنية 605 وحدة بمتوسط كثافة قدره 61 لكل كيلومتر مربع (158.0/ميل2).
وتوزع التركيب العرقي للبلدة بنسبة 62.03% من البيض و35.75% من الأمريكيين الأفارقة و0.38% من الأمريكيين الأصليين و0.61% من الأمريكيين ذوي الأصول الآسيوية و0.23% من الأعراق الأخرى و0.99% من عرقين مختلطين أو أكثر و0.99% من الهسبانيون أو اللاتينيون من أي عرق.
بلغ عدد الأسر 524 أسرة كانت نسبة 23.1% منها لديها أطفال تحت سن الثامنة عشر تعيش معهم، وبلغت نسبة الأزواج القاطنين مع بعضهم البعض 46.8% من أصل المجموع الكلي للأسر، ونسبة 12.8% من الأسر كان لديها معيلات من الإناث دون وجود شريك،  بينما كانت نسبة 3.6% من الأسر لديها معيلون من الذكور دون وجود شريكة وكانت نسبة 36.8% من غير العائلات. تألفت نسبة 33.6% من أصل جميع الأسر من عدة أفراد يعيشون في نفس المنزل ونسبة 16.6% كانت تتألف من شخص يعيش بمفرده يبلغ من العمر 65 عاماً أو أكثر. وبلغ متوسط حجم الأسرة المعيشية 2.17، أما متوسط حجم العائلات فبلغ 2.71.
بلغ العمر الوسطي للسكان 47.2 عاماً. وكانت نسبة 14.4% من القاطنين تحت سن الثامنة عشر، وكانت نسبة 8.6% بين الثامنة عشر والرابعة والعشرين عاماً، ونسبة 23.3% كانت واقعةً في الفئة العمرية ما بين الخامسة والعشرين والرابعة والأربعين عاماً، ونسبة 31.7% كانت ما بين الخامسة والأربعين والرابعة والستين، ونسبة 22% كانت ضمن فئة الخامسة والستين عاماً فما فوق. وتوزع التركيب الجنسي للسكان بنسبة 50.3% ذكور و49.7% إناث.

## أعلام
- فيفيان بين
- جيب بورتون
- تيد بينيت
- ألفريد دي باركسدال
- تايرون ديفيس
- ماثيو كلاي